# Sövestads församling
Sövestads församling var en församling i Lunds stift och i Ystads kommun. Församlingen uppgick 2002 i Sövestadsbygdens församling.

## Administrativ historik
Församlingen har medeltida ursprung. 
Församlingen var till 2002 moderförsamling i pastoratet Sövestad och Bromma, som från 1 maj 1927 även omfattade Hedeskoga församling, från 1 maj 1927 till 1962 Bjäresjö församling och från 1962 Högestads och Baldringe församlingar. Församlingen uppgick 2002 i Sövestadsbygdens församling.

## Kyrkor
- Sövestads kyrka